# Bowlesia
Bowlesia,  perejilillo,   es un género botánico de plantas con flores herbáceas, en la familia de las Apiaceae. Comprende 51 especies descritas y de estas, solo 16 aceptadas.

## Descripción
Son hierbas anuales o perennes, delicadas, con pelos ramificados, sin restos fibrosos en la base. Hojas opuestas o alternas, palmatilobadas, generalmente cordiformes en la base, pecioladas –pecíolos envainadores, formando estípulas escariosas lineares o lanceoladas, ± laceradas–. Umbelas simples, subcompactas, paucifloras, axilares, poco aparentes, con radios normalmente muy cortos. Bractéolas escasas, escariosas, laceradas. Pétalos blanquecinos, amarillentos o purpúreos. Cáliz con dientes escariosos o sin ellos, de la misma consistencia que bractéolas y estípulas. Gineceo sin carpóforo, con estilopodio cónico; estilos cortos. Fruto anchamente ovoide; mericarpos poco comprimidos dorsalmente, con la cara comisural convexa o plana; costillas y vitas inconspicuas.

## Taxonomía
El género fue descrito por Ruiz & Pav. y publicado en Florae Peruvianae, et Chilensis Prodromus 44, pl. 34 [bottom]. 1794. La especie tipo es: Bowlesia palmata Ruiz & Pav.	

## Especies seleccionadas
A continuación se brinda un listado de las especies del género Bowlesia aceptadas hasta septiembre de 2012, ordenadas alfabéticamente. Para cada una se indica el nombre binomial seguido del autor, abreviado según las convenciones y usos.
- Bowlesia argenticaulis Mathias & Constance
- Bowlesia flabilis J.F.Macbr.
- Bowlesia hieronymusii H.Wolff
- Bowlesia incana Ruiz & Pav.
- Bowlesia lobata Ruiz & Pav.
- Bowlesia macrophysa Zoellner
- Bowlesia palmata Ruiz & Pav.
- Bowlesia paposana I.M.Johnst.
- Bowlesia platanifolia H.Wolff
- Bowlesia ruiz-lealii Mathias & Constance
- Bowlesia setigera H.Wolff
- Bowlesia sodiroana H.Wolff
- Bowlesia tenella Meyen
- Bowlesia tropaeolifolia Gillet & Hook.
- Bowlesia uncinata Colla
- Bowlesia venturii Mathias & Constance